# 小塔山水库
小塔山水库位于中华人民共和国江苏省连云港市赣榆区，是以防洪为主，结合农业灌溉、城镇供水等综合利用的大（二）型水库。小塔山水库是江苏省第二大水库。